# Onledemolen
Onledemolen is een gehucht in deelgemeente Gits in België, tegen de grens met Beveren, Roeselare.

## Geografie
Gits ligt centraal in West-Vlaanderen, ten noorden van de stad Roeselare. Onledemolen is te vinden aan de oostkant van Gits, op de heuvelrug en ligt in een open gebied met veel groen.
De oudere bevolking van Onledemolen is het unaniem eens over de grenzen van de wijk, namelijk tussen de twee spoorwegen. Op zich hebben de spoorwegen niets te maken met deze grenzen, aangezien deze maar een stuk later aangelegd zijn. De spoorwegen lopen toevallig parallel met twee straten, de Bollestraat en de Brugsesteenweg. 

## Historische informatie
Onledemolen kan gesitueerd worden binnen het grondgebied van Gits. In de jaren 1000 waren op dit grondgebied enkele heerlijkheden terug te vinden: Ogierlande, Haegebroeck, Gringhen en Onlede. Deze heerlijkheden behoorden toe aan de koning van Frankrijk. 

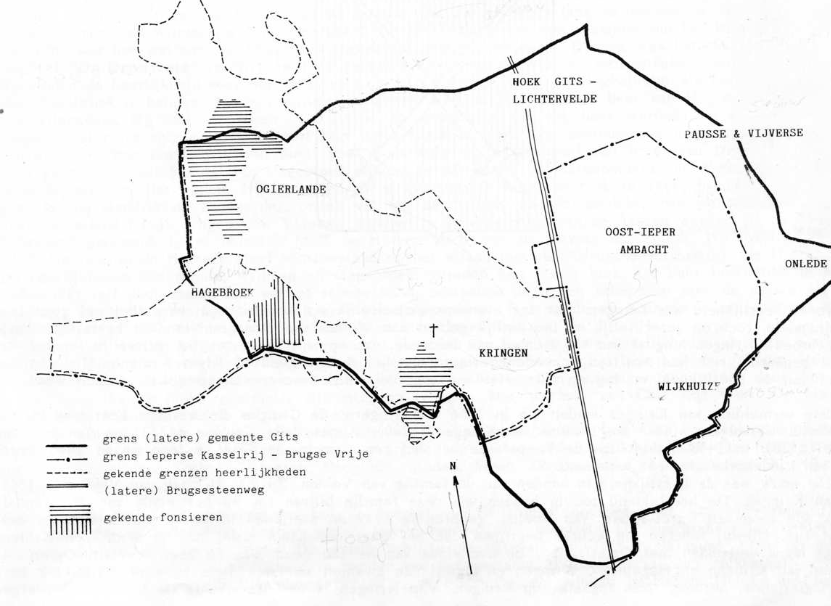

Het gebied dat men Onledemolen noemt de dag van vandaag, komt niet overeen met het grondgebied van toen. De heerlijkheid lag toen deels in Beveren-Roeselare. Iedere heerlijkheid had toen een fonsier, dit was de kern van de heerlijkheid en was vaak een omwalde hoeve of een kasteel. Het fonsier was het enige stuk die niet werd uitgeleend, voor Onlede was dit te vinden in Beveren. 
Heel wat landerijen werden ten tijde van de Franse Revolutie verkocht als zwart goed. Dit was ook het geval voor de landerijen op Onledemolen. De landerijen behoorden oorspronkelijk toe aan de kloosters, maar door de opstanden tegen de adel en de geestelijken werden deze openbaar verkocht. Uiteindelijk kwamen deze velden, onder andere het Goed ter Kerst, in handen van de Brugse Van der Renne de Daelenbroeck.
Later kwamen alle landerijen, bossen en hoeves uiteindelijk in de handen van de familie Pélichy. Dit kwam door het huwelijk van de baron Karel Gillès de Pélichy met de dochter Van der Renne de Daelenbroeck. Dit huwelijk vond plaats in 1901. Op de domeinen werden het kasteel Mariasteen, het Patersklooster en hoeve Verkinderen (Goed Ter Kerst) gebouwd.

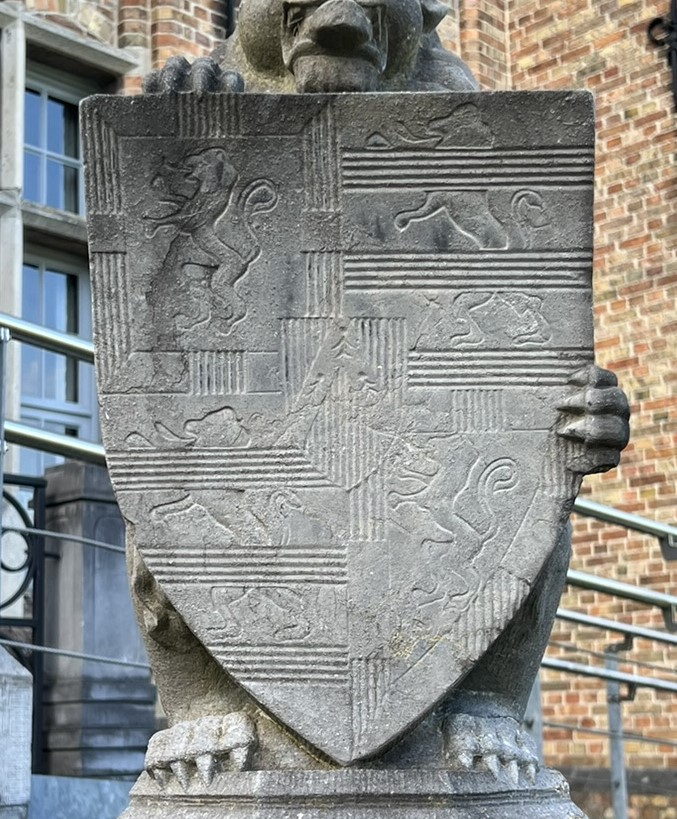
Wapenschild Joos van Vlaanderen

## Wapenschild van Onlede
Zoals voor vele heerlijkheden, was er voor de heerlijkheid Onlede een wapenschild. Het behoorde toe aan Joos van Vlaanderen. Het schild is te vinden aan de ingang van het kasteel van Onlede. 

## Onderwijs op Onledemolen

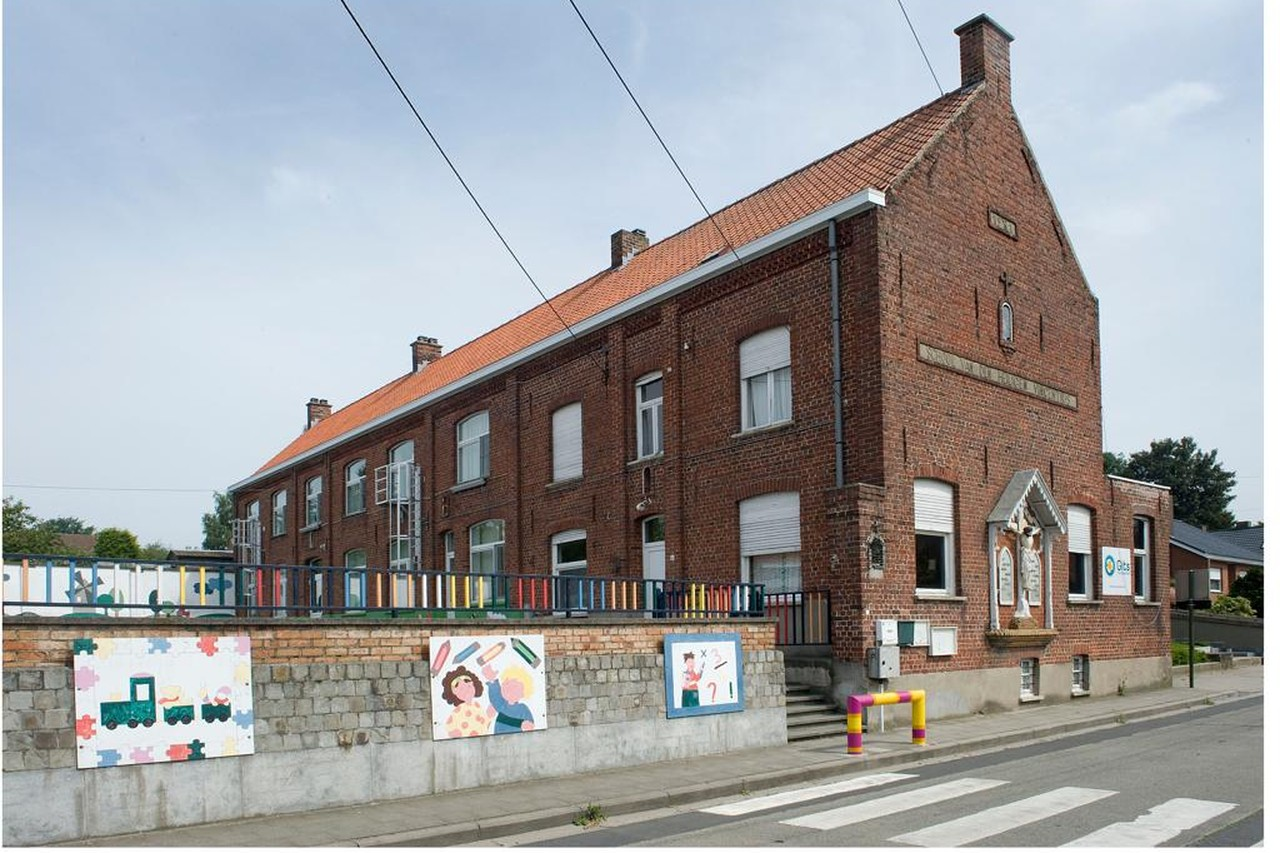
School Onledemolen

De eerste vorm van lesgeven werd geregistreerd in 822. Er waren toen twee onderwijzeressen die les gaven op Onledemolen. In 1924 werd de school in de Koolskampstraat erkend door de staat. Op het gebouw is 1931 te zien, dit staat voor de datum waarop de school verbouwd werd. De wijkschool is sedert het begin altijd een gemengde school geweest in tegenstelling tot de andere scholen in Gits. Er wordt geen les meer gegeven in de school van Onledemolen sinds de zomer van 2014.

## Landbouw op Onledemolen
In de jaren 80 waren er een 25-tal landbouwbedrijven te vinden in Onledemolen. Dit aantal is doorheen de jaren fel gedaald. In de streek zien we vooral de grove buitengroenten en de varkenskweek. Onledemolen heeft een vruchtbare zandleemlaag, maar op heel wat plaatsen bevinden zich zeer zware, natte kleistroken. De ondergrond bestaat uit tertiaire klei die zeer dicht aan de oppervlakte komt Door de erosie wordt het dunne laagje zandleem weggespoeld en komt de laag klei aan de oppervlakte, wat ervoor zorgt dat Onledemolen geen gemakkelijke gronden heeft. 

## Goed ter kerst, het kasteel Mariasteen en het Patersklooster

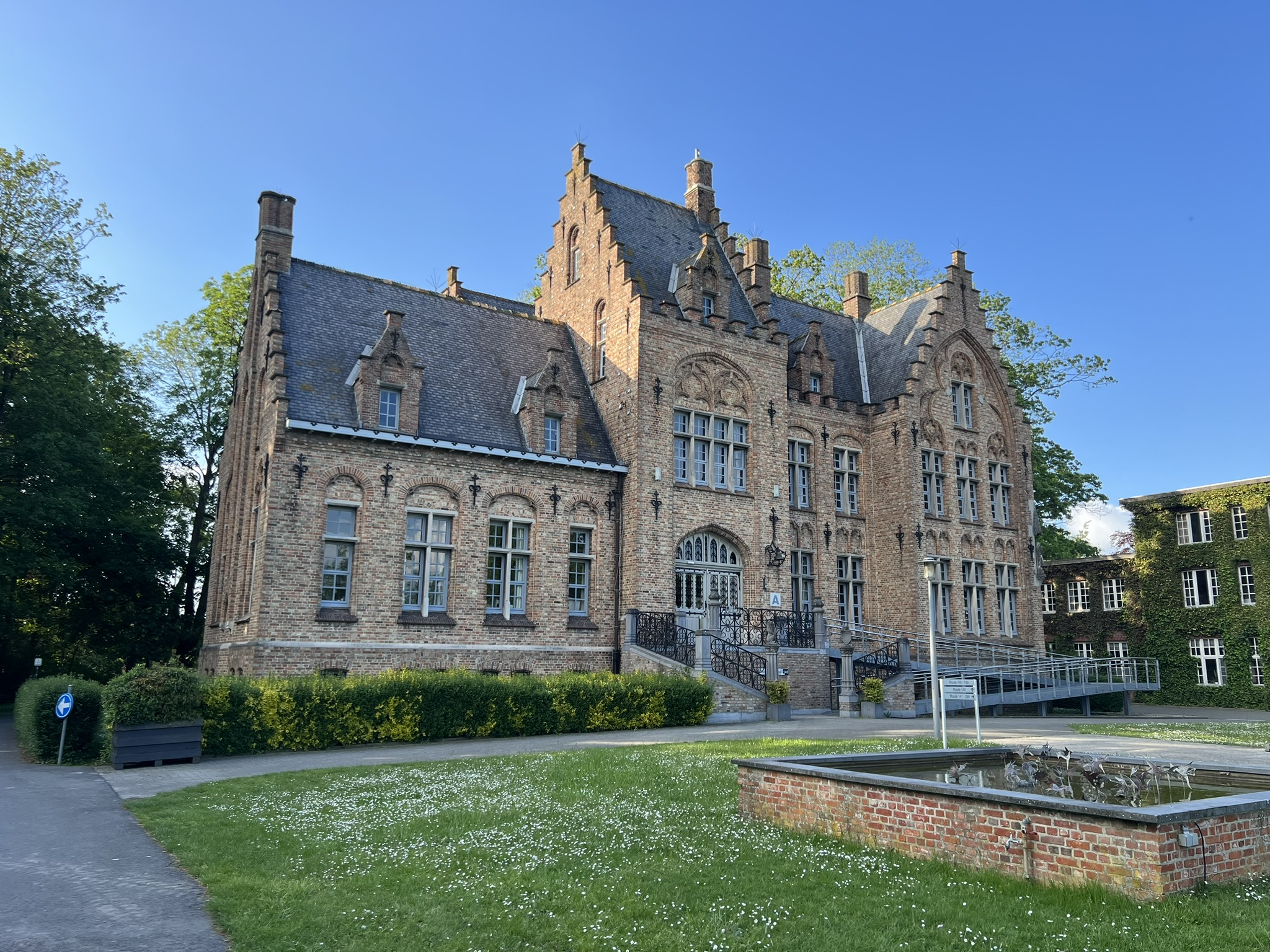
Kasteel Mariasteen

Goed ter Kerst is een van de oudste boerderijen te vinden in Onledemolen. De laatste landbouwer die er verbleef was Oscar Verkinderen. Hij kocht de boerderij in het jaar 1999. Voordien behoorde de boerderij nog steeds toe aan de familie de Pélichy. De Pélichy's kwamen in Gits terecht door het huwelijk tussen baron Charles Gillès de Pélichy en Maria Rosalie Huberitne Catherine van der Renne de Dealenbroeck. In 1906 liet de baron het kasteel Mariasteen bouwen. De naam verwees naar zijn echtgenote. De familie verbleef in het kasteel tot aan de Eerste Wereldoorlog. De baron stond vaak in contact met de landbouwers en de arbeiders.
Het kasteel werd ten tijde van de oorlog slachtoffer van de bombardementen door de terugtrekkende Duitse troepen. Na de oorlog werd het kasteel terug heropgebouwd, maar de baron heeft daarna nooit terug zijn intrek gedaan in het kasteel. De familie keerde wel terug naar België, maar verbleef in de buurt van Brugge. Zowel de baron, als zijn vrouw overleden eind de jaren 1950 en begin jaren 1960. Hun dochter Savina erfde de eigendommen in Gits.
Tijdens zijn huwelijksreis naar Frankrijk werd baron Charles zeer ziek. Toen hij de laatste sacramenten ontving deed hij een belofte: hij zou een goed werk uitvoeren als hij de ziekte zou overleven. Als goede daad koos hij er uiteindelijk voor om een schenking te doen. Deze schenking was het goed ter kerst. Op dit stuk grond werd het Patersklooster gebouwd. Ook dit gebouw zag af tijdens de wereldoorlog. Tot aan de tweede wereldoorlog verbleven de paters in het klooster te Gits. Daarna trokken ze naar Varsenare. Het klooster bleef wel bestaan en werd een rusthuis voor de paters die uit hun missies terugkwamen. De bevolking van Onledemolen heeft steeds een intense band gehad met het Paterklooster. Zo gingen de inwoners steeds naar de kapel van het klooster om de zondagsmis bij te wonen. Ook de kinderen gingen doorheen de week vaak naar het klooster om de mis mee te volgen. Het paterklooster werd uiteindelijk gekocht door vzw Dominiek Savio in 1958. Sindsdien werden er geen paters meer gezien in het gebouw. Later werd het oorspronkelijke gebouw afgebroken en werd 't Wit Huys gebouwd.

## Dominiek Saviocomplex
Het complex heeft jarenlang uit twee delen bestaan: het withuys en het kasteel. Het withuys was het oorspronkelijke patersklooster en het kasteel Mariasteen. Het complex is een opvangplek voor mensen met een fysieke beperking. Voor meer info kan je terecht op de infopagina van Dominiek Savio.

## Molens

### Molen van Onledemolen
De Onlede-molen was een van de oudste van de streek. Ze bevond zich boven op de berg in de Onledestraat en zou daar gestaan hebben tot het einde van de Eerste Wereldoorlog, in 1918. De molen was een korenmolen en werd de laatste 100 jaren bediend door de familie Desopper. Samen met het kasteel werd de molen opgeblazen door de Duitse troepen. 

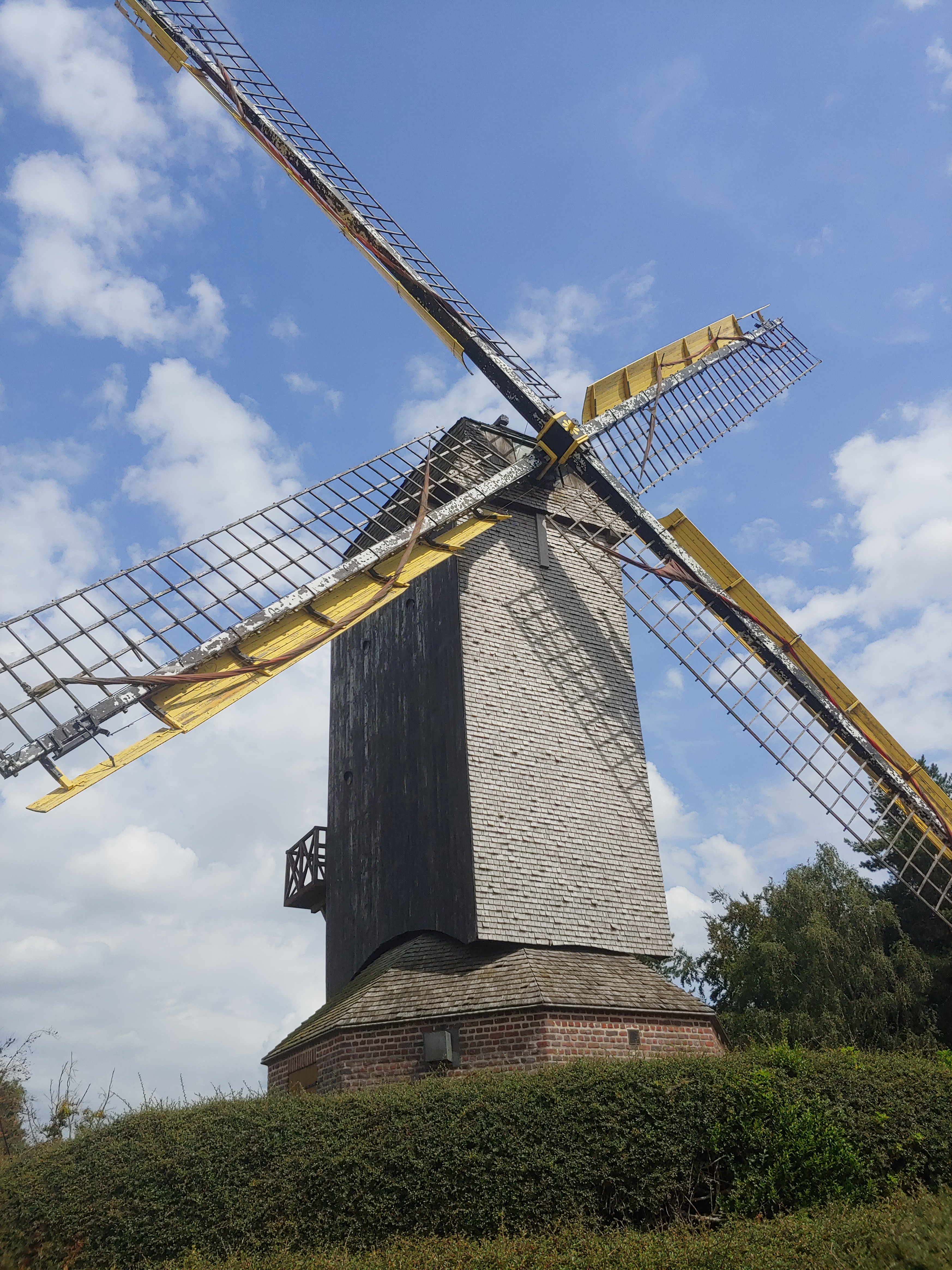
Windmolen Gits2022

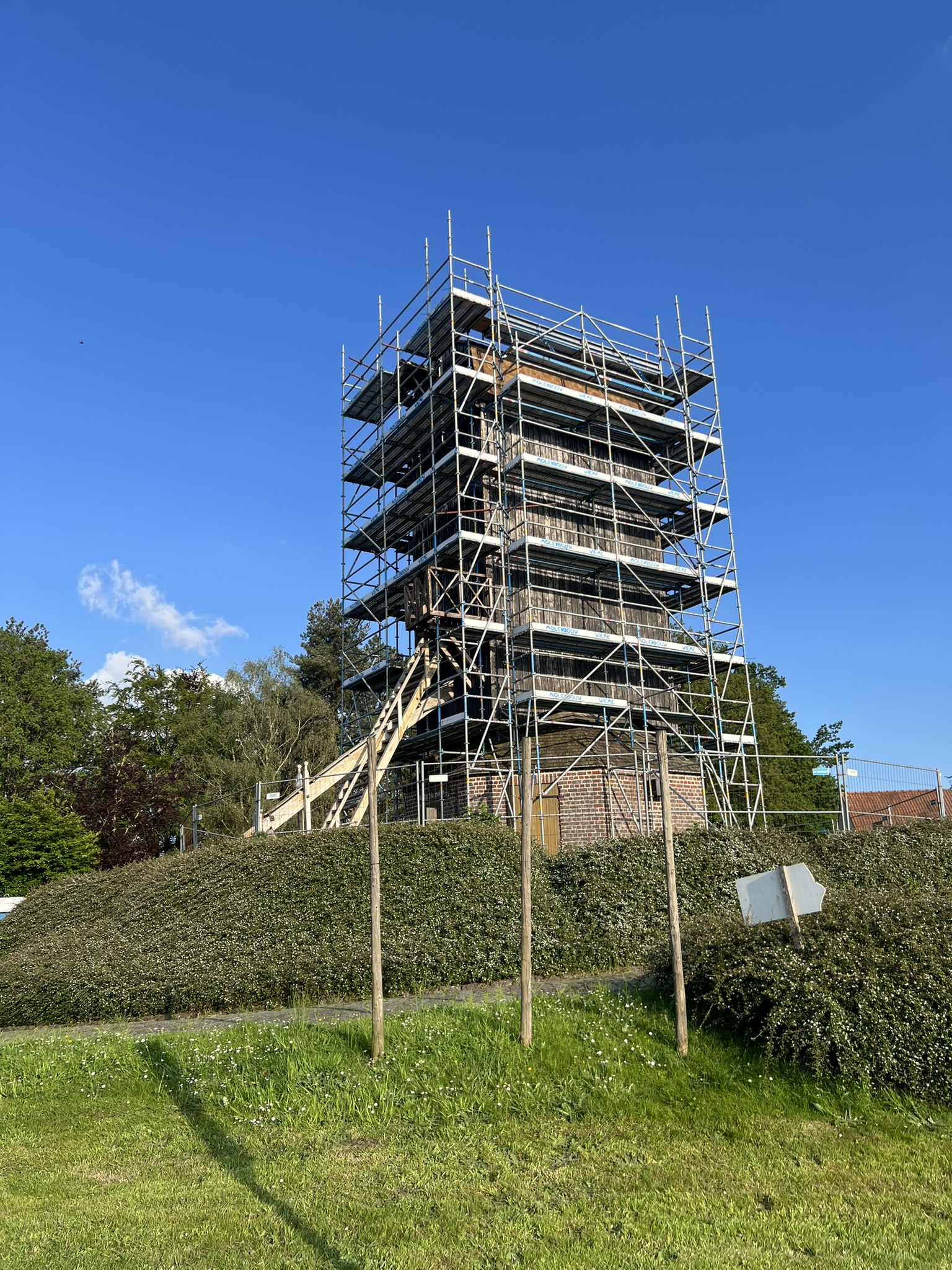
Grijspeerdmolen (in restauratie 2024)

### Grijspeerdmolen
Op Onledemolen is vandaag de dag nog steeds de Grijspeerdmolen te vinden, oorspronkelijk afkomstig uit het dorp Gits. Deze molen, voorheen beheerd door de familie Vandenberghe, werd in december 1964 stilgelegd nadat een van de wieken was afgebroken. In 1980 werd de molen door de gemeente Hooglede – Gits aangekocht en naar Onledemolen verplaatst, waar het dienstdeed als graanmolen. De molen draait nog steeds regelmatig, voornamelijk in het weekend en op afspraak. Vanaf 2024 zijn de restauratiewerken aan de molen gestart. 

## Station van Gits (Onledemolen)

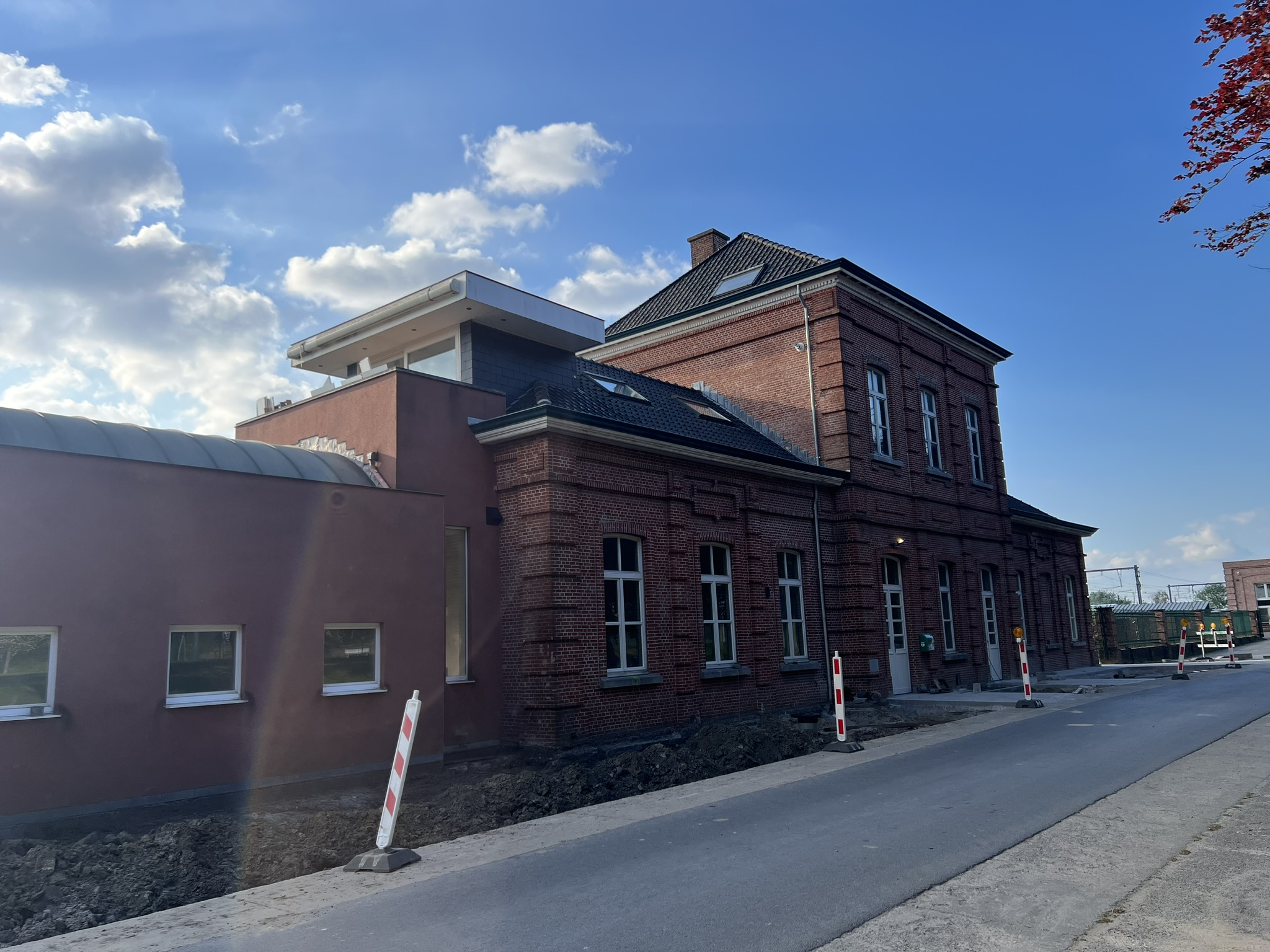
Station Gits (Onledemolen)

De eerste treinrit in Gits (Onledemolen) vond plaats in 1847. Tot het jaar 1955 werd het station gebruikt voor reizigersverkeer. Hierna werd het station enkel nog gebruikt voor een paar goederentreinen. Het plan voor de tweede spoorlijn werd goedgekeurd in 1865 en de werken werden uiteindelijk volbracht in 1880. Deze lijn werd een verbinding tussen Gent en De Panne. Het duurde een hele tijd voordat de werken gefinaliseerd werden aangezien er veel problemen rezen tijdens de aanleg. Deze problemen hebben uiteindelijk zelf geleid tot het faillissement van de aanlegonderneming.